# Perkinsiella saccharicida
Perkinsiella saccharicida är en insektsart som beskrevs av George Willis Kirkaldy 1903. Perkinsiella saccharicida ingår i släktet Perkinsiella och familjen sporrstritar. Inga underarter finns listade i Catalogue of Life.